# Bahnstrecke Nauen–Oranienburg
| Karte der nördlichen Umgehungsbahn aus deren Bauzeit, 1912 |                       |                       |                       |
| Streckennummer (DB): | 6505                  |                       |                       |
| Kursbuchstrecke (DB): | 107p (DR)             |                       |                       |
| Kursbuchstrecke: | 96g (1934) 102 (1946) |                       |                       |
| Streckenlänge: | 38,1 km               |                       |                       |
| Spurweite: | 1435 mm (Normalspur)  |                       |                       |
| |                       |                       |                       |
| \| \| \| von Wustermark \| \| \| \| \| von Berlin \| \| \| \| \| von Velten (Mark) \| \| \| \| 0,0 \| Nauen ⊙ \| Nauen ⊙ \| \| \| \| nach Neustadt (Dosse) \| \| \| \| 6,3 \| Kienberg ⊙ \| Kienberg ⊙ \| \| \| 9,6 \| Börnicke ⊙ \| Börnicke ⊙ \| \| \| 14,2 \| Flatow ⊙ \| Flatow ⊙ \| \| \| \| von Neuruppin \| \| \| \| 20,6 \| Kremmen ⊙ \| Kremmen ⊙ \| \| \| \| nach Hennigsdorf \| \| \| \| 26,8 \| Bk Sommerswalde \| Bk Sommerswalde \| \| \| 31,0 \| Germendorf ⊙ \| Germendorf ⊙ \| \| \| \| von Velten (Mark) \| \| \| \| 32,3 \| Eden \| Eden \| \| \| \| Oranienburger Kanal \| \| \| \| 34,6 \| Anst Kaltwalzwerk ⊙ \| Anst Kaltwalzwerk ⊙ \| \| \| 35,2 \| Oranienburg Süd \| Oranienburg Süd \| \| \| \| von Berlin \| \| \| \| 38,1 \| Oranienburg ⊙ \| Oranienburg ⊙ \| \| \| \| nach Neustrelitz \| \| |                       |                       |                       |
| Strecke (außer Betrieb) |                       | von Wustermark        | von Wustermark        |
| Abzweig ehemals geradeaus und von rechts |                       | von Berlin            | von Berlin            |
| Abzweig geradeaus und ehemals von rechts |                       | von Velten (Mark)     | von Velten (Mark)     |
| Bahnhof | 0,0                   | Nauen ⊙               | Nauen ⊙               |
| Abzweig ehemals geradeaus und nach links |                       | nach Neustadt (Dosse) | nach Neustadt (Dosse) |
| Bahnhof (Strecke außer Betrieb) | 6,3                   | Kienberg ⊙            | Kienberg ⊙            |
| Bahnhof (Strecke außer Betrieb) | 9,6                   | Börnicke ⊙            | Börnicke ⊙            |
| Bahnhof (Strecke außer Betrieb) | 14,2                  | Flatow ⊙              | Flatow ⊙              |
| Abzweig ehemals geradeaus und von links |                       | von Neuruppin         | von Neuruppin         |
| Bahnhof | 20,6                  | Kremmen ⊙             | Kremmen ⊙             |
| Abzweig ehemals geradeaus und nach rechts |                       | nach Hennigsdorf      | nach Hennigsdorf      |
| Blockstelle (Strecke außer Betrieb) | 26,8                  | Bk Sommerswalde       | Bk Sommerswalde       |
| Bahnhof (Strecke außer Betrieb) | 31,0                  | Germendorf ⊙          | Germendorf ⊙          |
| Abzweig geradeaus und von rechts (Strecke außer Betrieb) |                       | von Velten (Mark)     | von Velten (Mark)     |
| Haltepunkt / Haltestelle (Strecke außer Betrieb) | 32,3                  | Eden                  | Eden                  |
| Brücke über Wasserlauf (Strecke außer Betrieb) |                       | Oranienburger Kanal   | Oranienburger Kanal   |
| Abzweig geradeaus und von links (Strecke außer Betrieb) | 34,6                  | Anst Kaltwalzwerk ⊙   | Anst Kaltwalzwerk ⊙   |
| Haltepunkt / Haltestelle (Strecke außer Betrieb) | 35,2                  | Oranienburg Süd       | Oranienburg Süd       |
| Abzweig ehemals geradeaus und von rechts |                       | von Berlin            | von Berlin            |
| Bahnhof mit S-Bahn-Halt | 38,1                  | Oranienburg ⊙         | Oranienburg ⊙         |
| Strecke |                       | nach Neustrelitz      | nach Neustrelitz      |

Die Bahnstrecke Nauen–Oranienburg war eine eingleisige Nebenbahn im Bundesland Brandenburg nordwestlich von Berlin. Die 1915 eröffnete Strecke war ein Teilstück der sogenannten „Umgehungsbahn“, die vor allem für den Güter- und Militärverkehr gebaut worden war und die Berliner Bahnstrecken entlasten sollte. Im Jahr 1967 wurde der Personenverkehr eingestellt, in den 1990er Jahren der verbliebene Güterverkehr. Die Strecke ist stillgelegt und teilweise abgebaut. Abschnittsweise wird sie für Ausflugsfahrten mit Draisinen genutzt.

## Streckenverlauf
Die Strecke begann im Bahnhof Nauen, den sie in dessen westlichen Teil nach Norden verließ. In der Folge verlief sie nordostwärts durch das flache Havelländische Luch und das Ländchen Glien über Kienberg, Börnicke und Flatow nach Kremmen. Den dortigen Bahnhof erreichte die Strecke von Nordwesten, verlief ein kurzes Stück parallel zur Kremmener Bahn nach Hennigsdorf, die sie südlich des Bahnhofs unterquerte. Die Trasse führt weiter in Richtung Osten über Germendorf. Bei Eden mündete von rechts die Strecke aus Velten. Südlich des Bahnhofs Oranienburg wurde die Berliner Nordbahn ursprünglich überquert; nach einem Streckenumbau wurde die Überführung aufgeben. Die Strecke erreichte von Süden den Bahnhof Oranienburg.

## Geschichte

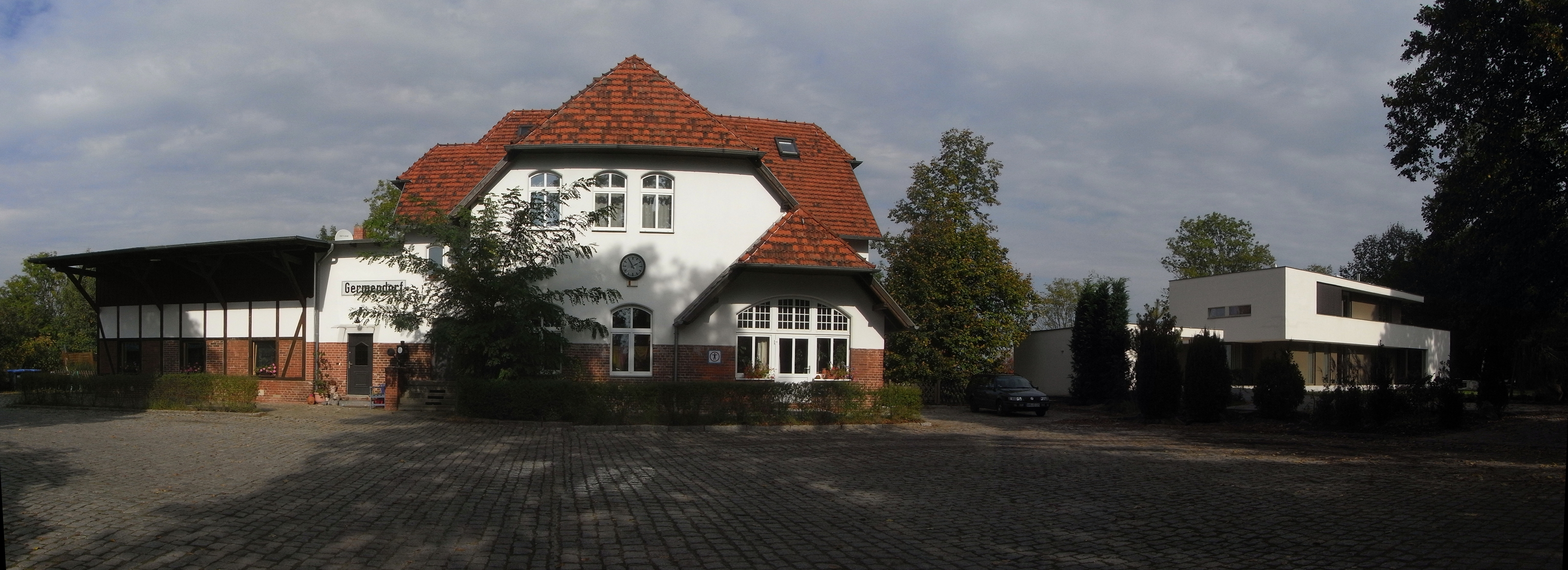
Ehemaliger Bahnhof Germendorf

Planungen für Umfahrungsstrecken um Berlin vor allem für den Güterverkehr gab es bereits Ende des 19. Jahrhunderts. Zwischen 1902 und 1908 ging der westliche Teil der Umgehungsbahn zwischen Treuenbrietzen, Wildpark bei Potsdam und Nauen in Betrieb. Anfang der 1910er Jahre begann der Bau der nördlichen Umgehungsbahn von Nauen über Kremmen nach Oranienburg.
Im April 1915 wurde die Strecke eröffnet. Im Juli 1915 wurde der Durchgangsgüterverkehr aufgenommen, vor allem zwischen Pommern und den Regionen jenseits von Stendal, Magdeburg und Jüterbog. Für den lokalen Güterverkehr erhoffte man sich damals Aufkommen vor allem von dem ein Jahr nach Streckeninbetriebnahme eröffneten Bahnhof Kienberg im Zusammenhang mit Entwässerungsmaßnahmen im Havelländischen Luch. Im Rahmen des Streckenbaus waren die Bahnhöfe Nauen und Oranienburg erheblich umgebaut worden; die Gleise und Bahnsteige wurden in Hochlage verlegt, der Vorortverkehr wurde vom Fernverkehr getrennt und die Güterverkehrsanlagen zusammengefasst. Das Empfangsgebäude des Bahnhofs Oranienburg wurde erweitert und bekam eine neue Außenfassade.

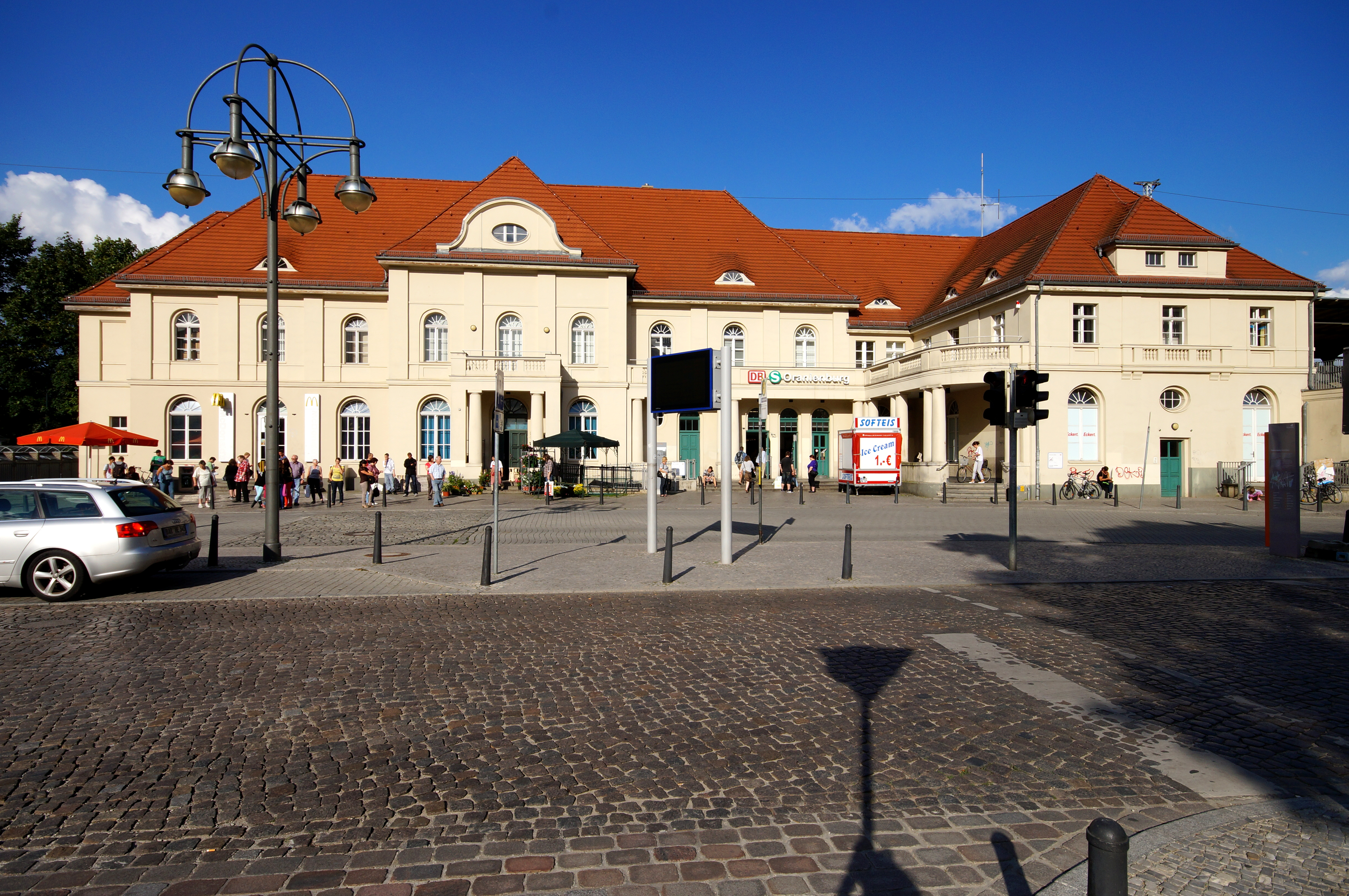
Das Bahnhofsgebäude in Oranienburg wurde zusammen mit der Strecke aus Nauen gebaut und steht unter Denkmalschutz

Anfang der 1950er Jahre wurde der Berliner Außenring als leistungsfähige Umfahrung West-Berlins gebaut. Die eingleisige Strecke der Umgehungsbahn von Nauen nach Oranienburg verlor im Laufe der Zeit an Bedeutung.
Der Personenverkehr war stets von geringer Bedeutung. Vor dem Zweiten Weltkrieg verkehrten drei Zugpaare zwischen Nauen und Oranienburg, bis 1960 erhöhte sich ihre Zahl auf fünf, ein weiteres Zugpaar fuhr damals zwischen Nauen und Kremmen. Ein Teil der Züge fuhr direkt von Oranienburg über Nauen weiter bis Wildpark oder sogar bis Jüterbog.
Bereits Ende Mai 1967 wurde der Personenverkehr eingestellt. Die Strecke blieb als Reservestrecke, aus militärischen Gründen und für den lokalen Güterverkehr in Betrieb. Im April 1993 wurde der Güterverkehr zwischen Kremmen und Germendorf, im gleichen Jahr auch zwischen Nauen und Kremmen eingestellt. Zum 1. Februar 1996 endete auch zwischen Germendorf und Oranienburg der Güterverkehr. Zum 28. Februar 2000 wurde die Strecke zwischen Nauen und Kremmen, zum 6. April 2001 zwischen Germendorf und Oranienburg stillgelegt. Der Abschnitt zwischen Kremmen und Germendorf wird von einer Draisinenbahn touristisch genutzt.
Der Bahnhof Flatow mit Empfangsgebäude, Wirtschaftsgebäude, Güterschuppen, Bahnsteig und Vorplatz sowie das Empfangsgebäude des Bahnhofs Oranienburg stehen unter Denkmalschutz.